# أديمار كاباليرو
أديمار كاباليرو (بالبرتغالية: Ademar Caballero‏) (مواليد 2 ديسمبر 1918) هو سبّاح برازيلي، مثّل بلاده في الألعاب الأولمبية الصيفية 1936.

## روابط خارجية
أديمار كاباليرو على موقع أوليمبيديا (الإنجليزية)